# James Entwistle
James Entwistle (ur. 20 lipca 1996) – nowozelandzki judoka.
Uczestnik mistrzostw świata w 2018. Startował w Pucharze Świata w 2015. Srebrny medalista mistrzostw Oceanii w 2018. Mistrz kraju w 2017 i 2018 roku.
Jego brat Sam Entwistle, również jest judoką.